# Gångveck
Gångveck, veckad insats baktill på snäv kjol, s.k. kickpleat. Först 1948-1952, när kjolarna var så snäva att man knappt kunde gå normalt.